# Motore triblocco
Il motore triblocco è un particolare tipo di motore a scoppio utilizzato nei primi decenni del XX secolo e poi caduto in disuso. Di simile costruzione è stato il motore biblocco.

## Descrizione
In questo tipo di motore non vi era un monoblocco in un'unica fusione, ma tre blocchi di dimensioni minori, solitamente grossi un terzo, saldati tra di loro o imbullonati e disposti in linea a formare un motore di dimensioni triple rispetto a quello che si avrebbe utilizzando uno solo dei sottoblocchi.
Queste soluzioni permettevano l'uso degli stessi blocchi per realizzare motori di cilindrate differenti.